# Nuevo Ixtacomitán
Nuevo Ixtacomitán är en ort i Mexiko.   Den ligger i kommunen Las Choapas och delstaten Veracruz, i den sydöstra delen av landet, 600 km öster om huvudstaden Mexico City. Nuevo Ixtacomitán ligger 63 meter över havet och antalet invånare är 366.
Terrängen runt Nuevo Ixtacomitán är huvudsakligen lite kuperad. Nuevo Ixtacomitán ligger nere i en dal. Runt Nuevo Ixtacomitán är det ganska glesbefolkat, med 40 invånare per kvadratkilometer. Närmaste större samhälle är Felipe Ángeles, 9,3 km väster om Nuevo Ixtacomitán. I omgivningarna runt Nuevo Ixtacomitán växer i huvudsak städsegrön lövskog.